# Vesgre
Die Vesgre ist ein Fluss in Frankreich, der in den Regionen Île-de-France und Centre-Val de Loire verläuft.

## Verlauf
Die Vesgre entspringt im Gemeindegebiet von Saint-Léger-en-Yvelines, im Regionalen Naturpark Haute Vallée de Chevreuse, entwässert generell in nordwestlicher Richtung und mündet nach etwa 45 Kilometern bei La Chaussée-d’Ivry als rechter Nebenfluss in die Eure. Auf ihrem Weg durchquert sie die Départements Yvelines und Eure-et-Loir.

## Orte am Fluss
- Saint-Léger-en-Yvelines
- Condé-sur-Vesgre
- Houdan
- Saint-Lubin-de-la-Haye
- Berchères-sur-Vesgre
- Anet
- La Chaussée-d’Ivry